# Modesto Cartagena
El sargento de primera clase Modesto Cartagena (21 de julio de 1921 - 2 de marzo de 2010) fue un miembro del ejército de los Estados Unidos que sirvió en el 65.º Regimiento de Infantería, un regimiento militar compuesto por soldados y oficiales alistados puertorriqueños de los Estados Unidos continentales también conocidos como " The Borinqueneers ", durante la Segunda Guerra Mundial y la guerra de Corea , convirtiéndose en el soldado hispano más condecorado en esa guerra. Fue el soldado puertorriqueño más condecorado de la historia.

## Primeros años
Cartagena (nombre de nacimiento: Modesto Cartagena de Jesús ) nació en una familia pobre y se crio en las montañas de Cayey, Puerto Rico durante la Gran Depresión. Cartagena se alistó en el Ejército de los EE. UU. En San Juan, Puerto Rico y fue asignada a la 65.ª infantería , también conocida como The Borinqueneers porque, con la excepción del personal de oficiales, estaba compuesta por hombres alistados puertorriqueños. Durante la Segunda Guerra Mundial sirvió en unidades que custodiaban instalaciones militares en el Caribe y luego en la ocupación aliada de Alemania. Cartagena fue dada de alta después de que el 65.º Regimiento de Infantería regresó a Puerto Rico.

## Guerra de Corea
Al estallar la guerra de Corea, Cartagena se volvió a alistar y entró en el ejército con el rango de sargento. Fue asignado a la Compañía C, 65.º Regimiento de Infantería, 3.ª División de Infantería y enviado a Corea.
Los hombres de la 65.ª, ahora adscritos a la 3.ª División de Infantería del Ejército, estuvieron entre los primeros soldados de infantería que se encontraron con el enemigo en los campos de batalla de Corea. Después de noviembre de 1950, lucharon diariamente contra unidades del Ejército Popular de Liberación de China después de que los chinos ingresaron a la guerra en el lado norcoreano. Una de las dificultades que sufrieron los puertorriqueños fue la falta de ropa abrigada durante los fríos y duros inviernos.  Entre las batallas y operaciones en las que participó la 65.ª fue la Operación Killer en enero de 1951, convirtiéndose en el primer Regimiento en cruzar el río Han en Corea del Sur durante la operación. En abril de 1951, el Regimiento participó en las campañas del Corredor Uijonbu.
Se ganó el apodo de "One Man Army". El 19 de abril de 1951, Cartagena, "sin tener en cuenta su propia seguridad", como dice el registro oficial, abandonó su posición y fue acusado directamente de un devastador fuego enemigo, destruyendo por sí solo dos emplazamientos enemigos en la colina 206 cercana ". Yonch'on, " Corea del Norte. Después de eliminar los emplazamientos, fue arrojado al suelo dos veces por la explosión de granadas enemigas. Sin embargo, se levantó y atacó tres veces más, destruyendo cada vez un emplazamiento enemigo hasta que fue herido. El 19 de octubre de 2002, durante una ceremonia en honor a la 65.ª infantería, cuando le preguntaron sobre la batalla, Cartagena respondió que acababa de lanzar a los chinos.las granadas lanzadas hacia él. Pensó que el resto del escuadrón estaba detrás de él, y no se dio cuenta de que la mayoría de ellos habían sido heridos y obligados a ponerse a cubierto. Más tarde encontraron a 33 chinos muertos en la ametralladora y emplazamientos automáticos y encontraron 15 muertos más en las posiciones que había destruido en su camino hacia la colina. Cartagena, que había perdido mucha sangre, fue enviado a Taibu en helicóptero y luego a Japón al 128.º Hospital de Marines, donde estuvo hospitalizado durante 62 días. Según el teniente primero Reinaldo Deliz Santiago:

"Las acciones del sargento Cartagena evitaron bajas mucho mayores dentro de mi pelotón y siento que su coraje y liderazgo superior e iniciativa propia fueron factores decisivos para el cumplimiento de la misión de la unidad" 

Cartagena recibió la Cruz de Servicio Distinguido (DSC), que es la segunda condecoración militar más alta del Ejército de los Estados Unidos (luego de la Medalla de Honor), otorgada por actos notables que entrañan riesgo para la propia vida en combate real con una fuerza armada enemiga.

## Servicio distinguido
Cartagena pasó 20 años en el ejército antes de retirarse como sargento de primera clase, en 1971. Continuó siendo una figura activa alrededor de la 65.ª sede de infantería en Puerto Rico mucho después de su retiro. También tenía familia en El Paso, Texas . Su familia, al enterarse de las acciones de Modesto, se había encargado de hacer una solicitud al Congreso , para que se le otorgara la Medalla de Honor . Recibieron apoyo en esta búsqueda del Comité Republicano de Veteranos. Sus partidarios argumentaron que la política de segregación del ejército, en ese momento, y la capacidad limitada en inglés de los miembros de su compañía al completar los formularios para la solicitud, resultó en la concesión de la segunda condecoración más alta de las naciones, al Servicio Distinguido Cruz.
El 2 de marzo de 2010, el día en que Puerto Rico celebró el 93 aniversario de la ciudadanía estadounidense, Cartagena murió en su casa en la ciudad de Guayama , de un ataque cardíaco después de una larga batalla contra el cáncer de estómago , le sobreviven sus hermanas María y Virginia y sus hijos Modesto Jr., Luis Antonio, Fernando, Sara, Wilma y Víctor. Cartagena fue enterrada con honores militares en el Cementerio Nacional de Puerto Rico ubicado en la ciudad de Bayamón . Si bien ningún representante del gobierno federal asistió a la ceremonia de enterramiento de este veterano altamente condecorado, el segundo funcionario de mayor rango de Puerto Rico, el Secretario de Estado Kenneth McClintocka tendido. Le entregó a la familia de Cartagena una carta personal del gobernador Luis Fortuño y declaró que mientras Cartagena estaba siendo enterrada con una Cruz de Servicio Distinguido, "en nuestros corazones lo enviamos con la Medalla de Honor que se merece" y se comprometió a búscalo póstumamente.

## Legado
El 4 de enero de 2007 fue declarado oficialmente como "Día SFC Modesto Cartagena" en la ciudad de Hartford, Connecticut. La proclamación del alcalde Eddie A. Pérez se puede ver aquí: "Proclamación del Día del SFC Modesto Cartagena" Una avenida en su ciudad natal de Cayey lleva su nombre.

## Premios militares y condecoraciones
Según una foto publicada por el New York Times, las numerosas decoraciones de Cartagena son las siguientes:
| Insignia de combatiente de infantería (2nd award)       |                                                                          |                                                |
| Servicio distinguido Cruz                               |                                                                          |                                                |
| Estrella plateada                                       | Legión al mérito                                                         | Estrella de bronce                             |
| Corazón púrpura                                         | Medalla de la buena conducta del ejército con 3 bucles de buena conducta | Medalla del servicio de defensa estadounidense |
| Medalla de campaña americana                            | Medalla de la victoria de la Segunda Guerra Mundial                      | Medalla del ejército de ocupación              |
| Medalla del servicio de defensa nacional                | Medalla de servicio coreano                                              | Cinta del servicio del ejército                |
| Cinta de servicio de ultramar del ejército              | Medalla de corea de las naciones unidas                                  | Medalla del servicio de guerra de corea        |
| Cita de la unidad presidencial de la república de corea | Mención de unidad meritoria                                              | Cita de la unidad presidencial del ejército    |

Premio Legislativo Puertorriqueño
- Medalla de Honor Militar de la Asamblea Legislativa de Puerto Rico

Decoración extranjera La Medalla de Oro Bravery de Grecia fue otorgada por el Gobierno de Grecia al 65.º Regimiento de Infantería y a los miembros del regimiento que lucharon en la guerra de Corea.
- Chryssoun Aristion Andrias (Bravery Gold Medal of Greece)

Insignias:
- Insignia de puntería de rifle
- 2 bares de servicio en el extranjero

Medalla de oro del Congreso
El 10 de junio de 2014, el presidente Barack Obama , firmó la legislación conocida como "The Borinqueneers CGM Bill" en una ceremonia oficial. El proyecto de ley honra al 65.º Regimiento de Infantería con la Medalla de Oro del Congreso.